# Granger (Wyoming)
Granger es un pueblo ubicado en el condado de Sweetwater en el estado estadounidense de Wyoming. En el año 2010 tenía una población de 139 habitantes y una densidad poblacional de 21.72 personas por km².

## Geografía
Granger se encuentra ubicado en las coordenadas 41°35′48.55″N 109°57′45.76″O / 41.5968194, -109.9627111. Según la Oficina del Censo, la localidad tiene un área total de 6,4 km² (2,5 mi²), de la cual 6,4 km² (2,5 mi²) es tierra y 0 km² (0 mi²) (0.0%) es agua.

### Localidades adyacentes
El siguiente diagrama muestra a las localidades en un radio de 68 kilómetros (42,3 mi) de Granger.

## Demografía
En el 2000 la renta per cápita promedia del hogar era de $46.563, y el ingreso promedio para una familia era de $52.083. El ingreso per cápita para la localidad era de $17.764. En 2000 los hombres tenían un ingreso per cápita de $45.750 contra $19.375 para las mujeres. Alrededor del 10.50% de la población estaba bajo el umbral de pobreza nacional.